# Xətai
Xətai (tidigare Marksovka) är en ort i Azerbajdzjan.   Den ligger i distriktet Ağstafa Rayonu, i den västra delen av landet, 400 km väster om huvudstaden Baku. Xətai ligger 328 meter över havet och antalet invånare är 5 738.
Terrängen runt Xətai är platt åt nordost, men åt sydväst är den kuperad. Närmaste större samhälle är Qazax, 8,6 km väster om Xətai.
Trakten runt Xətai består till största delen av jordbruksmark. Runt Xətai är det ganska tätbefolkat, med 72 invånare per kvadratkilometer.